# San Jorge (Santa Fé)
San Jorge é um município de 2ª categoria da província de Santa Fé, na Argentina.